# مفردات

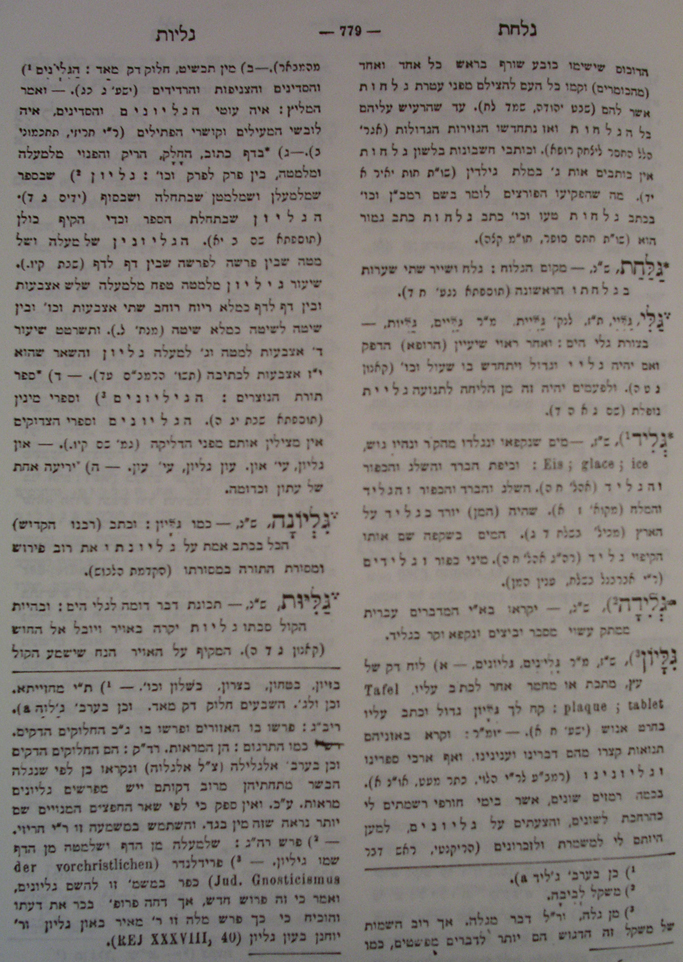

مفردات اللغة هي حصيلة الكلمات التي يعرفها الفرد في اللغة سواء كان يستعملها أم لا. تنمو المفردات عادة وتتطور مع تقدم العمر فهي الأداة الأساسية للتواصل واكتساب المعلومات. تُسمى المفردات التي يستعملها في حياته ونشاطاته اليومية «المفردات المستعملة» (Active vocabulary) بينما تُسمى المفردات التي لا يستعملها ولكن يستطيع أن يفهمها «المفردات الكامنة» (Passive vocabulary).